# Storgatan, Piteå

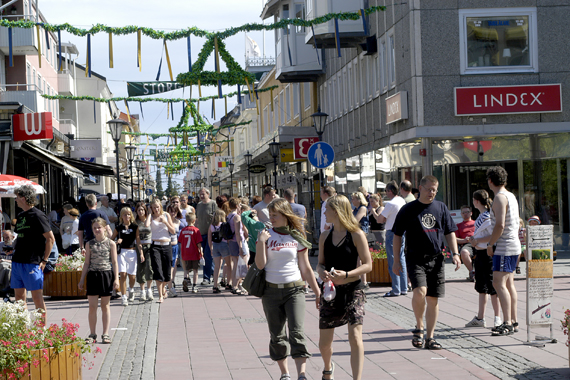
Storgatan i Piteå i juni 2011.

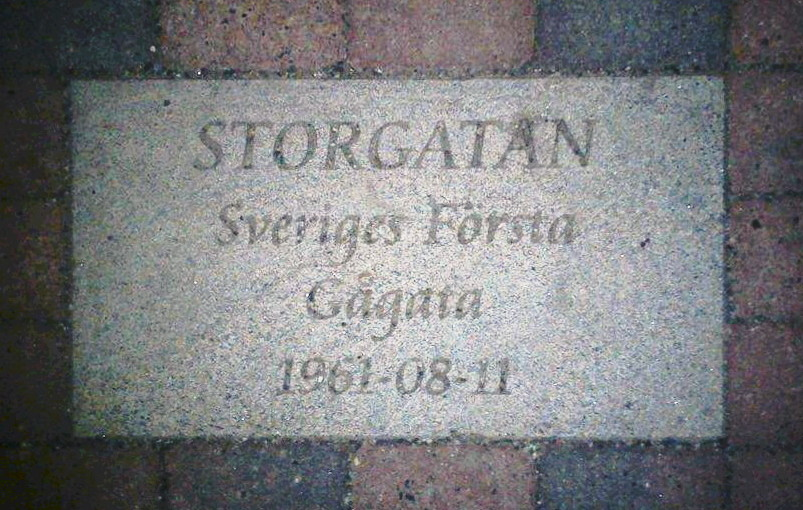
Minnesplatta från invigningen.

Storgatan i Piteå i Sverige är en av huvudgatorna i tätorten. Den invigdes den 11 augusti 1961 och är Sveriges äldsta gågata enligt vissa även om Hökarängen konkurrerar om titeln. Stora delar av gatan är gågata och det viktigaste butiksstråket i stadens centrum. Gågatan sträcker sig genom stora delar av centrala Piteå, från Rådhustorget bort till korsningen Lillbrogatan. Denna delen av Storgatan är skyltat C2: "Förbjudet för alla fordon." Ett undantag är Aronsgatan, där det är tillåtet att korsa med cykel.